# 伴野長房
伴野 長房（ともの ながふさ、- 1353年）は、鎌倉時代から室町時代の武士。通称は弥三郎。清和源氏小笠原氏支流伴野氏当主。

## 生涯
南北朝時代、祖先が霜月騒動で失った信濃国伴野荘の地頭職の回復を目指して、足利尊氏に仕えた。
荘園領家の大徳寺と争い、建武2年（1335年）に大徳寺が雑訴決断所に悪党の交名注文を添えて訴えたが、国司目代の糾弾を無視して、伴野荘の年貢拘留を続けた。室町幕府は長房に対し、訴状に対する反論を提出するよう命じたが、審理は長期化し、領家の影響力は衰退していった。
幕府から京の土御門油小路に邸宅を賜り、康永4年（1345年）には天龍寺落慶供養の後陣髄兵を務めている。貞和5年（1349年）、足利直義と高師直が対立すると師直に付き、小笠原政長とともに、直義のいる高倉邸を包囲している。文和2年（1353年）、南朝勢と直義党が足利義詮を攻めると、京の神楽岡の陣で戦死した。